# ويليام مودي
ويليام مودي (بالإنجليزية: William Moody)‏ هو سياسي أمريكي، ولد في 10 يوليو 1770، وتوفي في 15 مارس 1822.